# Krzysztof Grabowski (samorządowiec)
Krzysztof Andrzej Grabowski (ur. 9 września 1973 w Kaliszu) – polski samorządowiec, dziennikarz i rzecznik prasowy, od 2014 wicemarszałek województwa wielkopolskiego.

## Życiorys
Syn Stanisława i Zdzisławy. Został absolwentem studiów z administracji samorządowej i europejskiej na Uniwersytecie im. Adama Mickiewicza w Poznaniu. Ukończył także kurs dający uprawnienia pedagogiczne i Szkołę Liderów Społeczeństwa Obywatelskiego; zdał egzamin dla kandydatów do rad nadzorczych spółek Skarbu Państwa.
Pracował jako dziennikarz w prasie i telewizji, współpracując z regionalnymi gazetami, jak również z RMF FM i redakcją Teleexpressu. Był rzecznikiem prasowym Państwowej Wyższej Szkoły Zawodowej im. Prezydenta Stanisława Wojciechowskiego w Kaliszu oraz asystentem europosła Andrzeja Grzyba. W 2012 został wiceprezesem zarządu okręgowego Ochotniczej Straży Pożarnej.
Związał się z Polskim Stronnictwem Ludowym, objął funkcję prezesa zarządu partii w powiecie kaliskim oraz wiceprezesa w województwie wielkopolskim. W latach 1994–2010 był radnym gminy Ceków-Kolonia, w tym od 1998 do 2010 jako przewodniczący rady. W 2010, 2014, 2018 i 2024 był wybierany do sejmiku wielkopolskiego.
1 grudnia 2014 wybrany na wicemarszałka województwa wielkopolskiego, po wyborach w 2018 i 2024 utrzymywał to stanowisko. W 2019 kandydował do Sejmu, nie uzyskując mandatu. W marcu 2024 został doradcą ministra obrony narodowej do spraw współpracy z samorządem terytorialnym. W 2025 został członkiem Rady Programowej TVP z rekomendacji PSL.

## Odznaczenia i wyróżnienia
Odznaczony Odznaką Honorową za Zasługi dla Ochrony Pracy. W 2023 Zjednoczenie Kurkowych Bractw Strzeleckich RP wyróżniło go medalem przyznawanym przez tę organizację.